# Julia Latynina
Œuvres principales
- Trilogie du Caucase

Julia Leonidovna Latynina (en russe : Ю́лия Леони́довна Латы́нина), née le 16 juin 1966 à Moscou, est une journaliste économique et écrivaine russe.

## Biographie
Fille d'Alla Latynina — une journaliste et critique littéraire — et de Léonid Latynine — un écrivain —, Julia Latynina sort diplômée de l'Institut de littérature Maxime-Gorki en 1988. Elle soutient sa thèse de candidat ès sciences, avec le sujet Origines littéraires du genre anti-utopique, à l'Institut de littérature mondiale Gorki en 1992.
Comme journaliste, elle travaille à l’Écho de Moscou, à Novaïa Gazeta et au Moscow Times.  
Elle est l’auteure de polars et de science-fiction.

## Œuvres traduites en français

### Trilogie du Caucase
1. Caucase circus[4], Actes Sud, coll. « Actes noirs », 2011 ((ru) Niâzbek, 2005), trad. Yves Gauthier, 295 p.  (ISBN 978-2-7427-9477-5)Réédition Actes Sud, coll. « Babel noir » no 93, 2013, 352 p. (ISBN 978-2-330-02459-8)
2. Gangrène, Actes Sud, coll. « Actes noirs », 2012 ((ru) Zemlâ vojny, 2007), trad. Yves Gauthier, 523 p.  (ISBN 978-2-330-00245-9)Réédition Actes Sud, coll. « Babel noir » no 122, 2014, 624 p. (ISBN 978-2-330-03741-3)
3. La gloire n’est plus de ce temps, Actes Sud, coll. « Actes noirs », 2013 ((ru) Ne vremja dlja slavy, 2009), trad. Yves Gauthier, 576 p.  (ISBN 978-2-330-02480-2)

### Romans indépendants
- La Chasse au renne de Sibérie[5], Actes Sud, coll. « Actes noirs », 2008 ((ru) Ohota na izûbrâ, 1999), trad. Yves Gauthier, 556 p.  (ISBN 978-2-7427-8071-6)Réédition Actes Sud, coll. « Babel noir » no 36, 2010, 665 p. (ISBN 978-2-7427-9121-7)